# Jana
Jana je ženská forma vlastního jména Jan. Pochází z hebrejštiny, kde יוחנן jóchanán znamená „Hospodin je milostivý“ nebo také „milostivý dar Hospodinův“. Od téhož jména pochází někdy samostatná forma Johana.
Svátek slaví buď 16. května na Janu z Arku nebo 28. dubna na Giannu Mollu či 12. srpna na Janu de Chantal.
V běžném českém kalendáři ale najdeme jméno Jana u data 24. května.

## Domácky
Janička, Janinka, Janina, Jáňa, Janča, Jaňule, Jaňulka, Jančulka, Jája, Jájka, Janka, Januš, Januška, Honzina aj.

## Statistické údaje
Následující tabulka uvádí četnost jména v ČR a pořadí mezi ženskými jmény ve srovnání dvou let, pro které jsou dostupné údaje MV ČR – lze z ní tedy vysledovat trend v užívání tohoto jména:
| Rok  | Četnost | Pořadí |
| 1999 | 275 887 | 2.     |
| 2002 | 276 123 | 2.     |
| 2007 | 275 141 | 2.     |
| 2009 | 274 303 | 2.     |

Změna procentního zastoupení tohoto jména mezi žijícími ženami v ČR (tj. procentní změna se započítáním celkového úbytku žen v ČR za sledovaných osm let) je −0,3%.

## Jména Jana v jiných jazycích
- Albánsky: Joana, Johana
- Anglicky: Jan, Jane, Joan, Joann, Joanne, Jean, Johanne, Johanna, Joanna, (zdrobněliny: Janet, Janes, Janice)
- Arabsky: ﻳونّا (Yuwannā)
- Bulharsky: Яна (Jana), Яница (Janica), Ивана (Ivana)
- Česky: Jana (zdrobněliny: Janka, Janinka, Janička, Jani, Janča, Janina, Jája, Januška)
- Čínsky: 乔瓦娜 (Qiáo wǎ nà)
- Dánsky: Johanne
- Hebrejsky: יוחנה (Yoḥanah), יוכבָד (Yocheved)
- Finsky: Johanna
- Francouzsky: Jeanne, Yanna, (zdrobněliny: Jeannette, Jeannine), Jehanne
- Irsky: Siobhán, Sinéad
- Italsky: Giovanna, Gianna, Ioana, Ivana, Nina, Zanna (zdrobněliny: Giovannina, Giannina)
- Islandsky: Jóhanna, Jensína, (zdrobněliny: Jóna, Hansína)
- Katalánsky: Joana
- Maďarsky: Janika
- Německy: Johanna, Joanna, Johanne
- Polsky: Joanna (zdrobněliny: Asia, Joaśka, Aśka, Asiunia, Asieńka)
- Portugalsky: Joana
- Rumunsky: Ioana, Oana
- Rusky: Яна (Jana), Янка (Janka), Ивана (Ivana), Жанна (Žana)
- Řecky: Γιαννα (Yanna), Gianna, (zdrobněliny: Γιαννουλα (Yannoula))
- Skotsky: Sinéad
- Slovensky: Jana, Janka, Jani, Janička
- Srbsky: Jovana
- Španělsky: Juana (zdrobněliny: Juanita)
- Švédsky: Johanna
- Ukrajinsky: Іванна (Ivanna)
- Velšsky: Siân

## Známé Jany

### Svaté a blahoslavené
- sv. Jana z Arku (1412–1431)
- sv. Jana de Chantal (1572–1641)
- sv. Gianna Beretta Molla (1922–1962)

### Panovnice
- Jana z Valois viz Johana Francouzská, více osob, rozcestník
- Jana I. Kastilská zvaná Šílená (1479–1555), kastilská královna
- Jana I. Navarrská (1272–1305), královna francouzská a navarrská
- Jana II. Burgundská (1294–1330), francouzská a navarrská královna, hraběnka burgundská a z Artois
- Jana II. Navarrská (1311–1349), královna navarrská
- Jana II. Neapolská (1373–1435), neapolská princezna a královna, sňatkem vévodkyně rakouská, štýrská, korutanská, kraňská a hraběnka z La Marche
- Jana III. Navarrská (1528–1572), královna Navarry, manželka Antonína Bourbonského, vévody z Vendôme a matka francouzského krále Jindřicha IV
- Jana Enríquezová (1425–1468), kastilská šlechtična, která se stala královnou zemí aragonské koruny
- Jana la Beltraneja, portugalská královna, druhá manželka portugalského krále Alfonse V.
- Jana Savojská, bulharská carevna
- Jana Španělská, portugalská princezna

### Ostatní
- Jana Andresíková (1941–2020), česká herečka
- Jane Asherová (* 1946), britská herečka
- Jane Austenová (1775–1817), anglická spisovatelka
- Jana Bernášková (* 1981), česká herečka
- Jane Birkin (* 1946), britská herečka a zpěvačka
- Jana Bobošíková (* 1964), česká novinářka, politička a moderátorka
- Jana Boušková (* 1954), česká herečka
- Jana Boušková (* 1970), česká a světová harfistka a hudební pedagožka
- Jana Brejchová (* 1940), česká herečka
- Jana Bruková (* 1971), bývalá československá a česká reprezentantka v orientačním běhu
- Jana Ciglerová, česká novinářka
- Jana Czeczinkarová (* 1997), česká cyklistka
- Jana Čepelová (* 1993), slovenská tenistka
- Jana Čerešněvová (* 1989), bývalá ruská reprezentantka ve sportovním lezení
- Jana Černochová (* 1973), česká politička
- Jana Červenková (1939), česká spisovatelka
- Jana Čižmářová (* 1950), kurátorka protohistorických sbírek Archeologického ústavu Moravského zemského muzea v Brně
- Jana Dítětová (1926–1991), česká herečka
- Janka Ďagilevová (1966–1991), ruská básnířka, zpěvačka a hudební skladatelka
- Jana Dočekalová (* 1940), bývalá československá krasobruslařka
- Jana Dohnalová (* 1975), česká spisovatelka, publicistka a scenáristka
- Jana Doležalová (* 1948), československá hráčka basketbalu
- Jana Doležalová, česká bikerka
- Jana Doleželová (* 1981), česká farmaceutka, modelka a vítězka Miss České republiky pro rok 2004
- Jana Drápalová (* 1962), česká politička a ekoložka
- Jana Drbohlavová (1940–2019), česká herečka, exmanželka herce Ladislava Županiče
- Jana Drejslová (* 1963), místostarostka Rychnova nad Kněžnou, od roku 2016 zastupitelka Královéhradeckého kraje a od roku 2019 předsedkyně Zdravotnického nadačního fondu města Rychnov nad Kněžnou a bývalá učitelka matematiky a geografie na Gymnáziu F. M. Pelcla v Rychnově nad Kněžnou
- Jana Dudková (1931–2017), česká televizní dramaturgyně a scenáristka
- Jana Ebertová (1920–2010), česká herečka a recitátorka
- Jana Fabiánová (* 1979), česká zpěvačka, herečka, textařka, tanečnice, módní návrhářka
- Jana Feberová (* 1964), česká politička a pedagožka, v letech 2016 až 2018 primátorka města Havířova (od roku 2018 pak náměstkyně primátora), členka ČSSD
- Jana Fesslová (* 1976), česká handicapovaná sportovkyně
- Jana Festová, česká moderátorka, bývalá topmodelka a vítězka Miss Bikini International 1997
- Jana Fettová (* 1996), chorvatská profesionální tenistka
- Jana Fialová (* 1973), česká politička a středoškolská pedagožka
- Jana Fischerová (* 1955), česká politička
- Jane Fondová (* 1937), americká herečka
- Jana Gáborová (* 1967), česká novinářka a pedagožka, od roku 2018 členka a od roku 2020 místopředsedkyně Rady České tiskové kanceláře
- Jana Gahurová (1942–1981), česká a československá politička Komunistické strany Československa a poslankyně Sněmovny lidu Federálního shromáždění za normalizace
- Jana Galíková (* 1963), bývalá československá reprezentantka v orientačním běhu
- Jana Gantnerová (* 1959), bývalá slovenská lyžařka, sjezdařka
- Jana Gavlasová (* 1951), česká politička
- Jana Gazdíková (1943–2022), česká herečka
- Jana Greyová (1536–1554), vládnoucí královna Anglie a Irska po devět dní v roce 1553
- Jana Grygarová (1983–2015), česká novinářka
- Jana Gýrová (* 1942), česká herečka
- Jana Hajšlová (* 1952), česká vysokoškolská učitelka a chemička
- Jana Hamplová (* 1965), česká advokátka a politička
- Jana Hanzlíková (* 1966), česká politička, sociální pedagožka
- Jana Hermanová (* 1946), česká a československá bezpartijní politička a poslankyně Sněmovny lidu Federálního shromáždění za normalizace
- Jana Hlaváčová (* 1938), česká herečka
- Jana Hliňáková (1927–1979), slovenská filmová a divadelní herečka působící v České republice
- Jana Hnyková (* 1963), česká politička a zdravotnice
- Jana Hochmannová (* 1962), spisovatelka, novinářka, esejistka
- Jana Holcová (* 1975), česká herečka
- Jana Holinková-Mičkovská (1933–?), slovenská a československá politička Komunistické strany Československa a poúnorová poslankyně Národního shromáždění ČSR
- Jana Horáková (* 1983), česká cyklistka
- Jana Horváthová (* 1967), česká historička, muzeoložka a etnografka česko-romského původu
- Jana Hrabětová (* 1943), česká historička a etnografka
- Jana Hrdá (1952–2014), křesťanka, aktivistka, zakladatelka a propagátorka osobní asistence pro osoby se zdravotním postižením v tehdejším Československu a Česku
- Jana Yngland Hrušková (* 1959), česká herečka, zpěvačka, moderátorka a aktivistka
- Jana Hubinská (* 1964), slovenská herečka a zpěvačka
- Jana Husáková (* 1968), česká šansoniérka, textařka a skladatelka (Ta Jana z Velké ohrady)
- Jana Hybášková (* 1965), česká politička
- Jana Chládková (* 1965), česká zpěvačka, moderátorka a dramaturgyně
- Jana Chlebowczyková (* 1963), československá hráčka basketbalu
- Jana Jacková (* 1982), česká mezinárodní velmistryně
- Jana Janatová (* 1968), česká dětská herečka, baletka
- Jana Janěková (* 1955), česká herečka, režisérka, fotografka a divadelní pedagožka, sestra dirigenta Romana Válka
- Jana Janěková, česká filmová a divadelní herečka
- Jana Jarkovská (* 1983), česká flétnistka a pedagožka
- Jana Jarolímová (* 1937), československá závodnice v jízdě na saních
- Jana Jegorjanová (* 1993), ruská šermířka
- Jana Jelínková, česká zpěvačka
- Jana Jonášová (* 1943), česká operní pěvkyně–sopranistka a hudební pedagožka
- Jana Jurečková (* 1940), česká matematička a matematická statistička
- Jana Juřenčáková (* 1962), česká politička a podnikatelka v oblasti daní
- Jana D. Karlíčková (* 1963), česká spisovatelka
- Jana Kirschner (* 1978), slovenská zpěvačka
- Jana Knedlíková (* 1989), česká házenkářka hrající za norský tým Vipers Kristiansand a českou reprezentaci
- Jana Kocianová (1946–2018), slovenská zpěvačka
- Jana Kolářová (* 1974), česká bohemistka a literární historička
- Jana Kolesárová (* 1976), slovenská herečka
- Jana Komrsková (* 1983), bývalá česká sportovní gymnastka
- Janica Kostelić, srbochorvatská lyžařka
- Jana Koubková (* 1944), česká zpěvačka
- Jana Kovalčíková (* 1991), slovenská herečka
- Jana Kovaříková (1890–1960), česká herečka
- Jana Kratochvílová (* 1953), česká zpěvačka, textařka a skladatelka
- Jana Krausová (* 1954), česká herečka a výtvarnice, bývalá manželka českého herce a moderátora Jana Krause a dcera českého herce Josefa Pehra
- Jana Krejcarová (1928–1981), česká básnířka, prozaička a výtvarnice
- Jana Lahodová, československá pozemní hokejistka
- Jana Lašková, česká herečka a zpěvačka
- Jana Levová, česká podnikatelka a politička
- Jana Lorencová (1940–2023), česká politička a novinářka
- Jana Malknechtová (* 1940), česká zpěvačka
- Jana Mařasová (* 1969), česká herečka
- Jana Moravcová (* 1937), česká spisovatelka, překladatelka a redaktorka
- Jana Musilová (* 1948), vysokoškolská pedagožka, profesorka teoretické fyziky a matematické fyziky na Přírodovědecké fakultě Masarykovy univerzity v Brně
- Jana Musilová (* 1966, česká herečka a zpěvačka
- Jana Nagyová (* 1959), slovenská herečka
- Jana Nečasová (* 1964), bývalá vysoká státní úřednice
- Jana Nováčková, česká psycholožka
- Jana Nováková, česká herečka a modelka
- Jana Novotná (1968–2017), česká tenisová trenérka a profesionální tenistka
- Jana Obrovská (1930–1987), česká hudební skladatelka
- Jana Páleníčková (* 1974), česká herečka
- Jana Paulová (* 1955), česká herečka
- Jana Petrů (1938–1990), dvě české zpěvačky téhož jména a příjmení (známější se jmenuje Petra Janů)
- Jana Plamínková (* 1959), česká novinářka a politička
- Jana Plodková (* 1981), česká herečka
- Jana Preissová (* 1948), česká herečka
- Jana Rázlová, česká běžkyně na lyžích
- Jana Roithová, česká chemička
- Jana Ruzavinová, ruská sportovní šermířka
- Jana Rybářová (1936–1957), česká herečka
- Jana Rychlá, česká profesionální tenistka
- Jana Semerádová, umělecká vedoucí souboru Collegium Marianum a dramaturgyně koncertního cyklu Barokní podvečery
- Jana Sieberová, česká zdravotní sestra
- Jana Skalická, česká výtvarnice a pedagožka
- Jana Sováková, česká herečka
- Jana Stehlíková (* 1990), česká reprezentantka v orientačním běhu
- Jana Stryková, česká herečka
- Jana Kristina Studničková (* 1977), česká filmová a televizní režisérka, herečka a střihačka
- Jana Suchá, česká právnička a politička
- Jana Sýkorová, česká operní pěvkyně – lyrická mezzosopranistka/altistka
- Jana Synková, česká a československá lékařka, vysokoškolská pedagožka a politička
- Jana Synková (1944–2024), česká herečka
- Jana Ševčíková, česká dokumentaristka
- Jana Šilerová, duchovní
- Jana Škopková, česká televizní reportérka, redaktorka a manažerka
- Jana Šrámková, česká spisovatelka
- Jana Štefánková, česká modelka
- Jana Štěpánková (1934–2018), česká herečka
- Jana Šulcová (1935–2021), česká hudebnice a hudební pedagožka
- Jana Šulcová (1947–2023), česká herečka
- Jana Švandová (* 1947), česká herečka
- Jana Tichá, česká astronomka a objevitelka řady planetek
- Jana Tichá, česká herečka
- Jana Tischerová, česká historička umění
- Jana Tylová, historicky první mistryně světa v luštění sudoku
- Jana Kubátová, česká juniorská reprezentantka
- Jana Vápeníková, česká ciatlonistka
- Jana Vébrová, česká písničkářka
- Jana Veselá, česká basketbalistka
- Jana Mračková Vildumetzová, česká politička a pedagožka
- Jana Vlachová, česká houslistka
- Jana Volfová, česká učitelka a politička
- Jana Werichová (1935–1981), česká herečka
- Jana Witthedová, česká básnířka a novinářka
- Jana Zajacová, česká herečka a moderátorka
- Jana Zvěřinová, československá vodní slalomářka, kajakářka závodící v kategorii K1
- Jana Žitňanská, slovenská novinářka a konzervativní politička

### Mytické Jany
- papežka Jana, dle legendy působila v 9. století

### Jiné Jany
- Jana Eyrová, román anglické spisovatelky Charlotte Brontëové
- Jana Eyrová (rozcestník)
- Jana, řeka v severovýchodní části Sibiře v Jakutské republice v Rusku

## Jmeniny
- Český kalendář: 24. května (Jana Chúzova, NZ)
- Slovenský kalendář: 21. srpna
- Římskokatolický kalendář: 12. prosince (Jana Františka de Chantal)

## Jiné významy
- Jana – singl kapely Killing Joke